# Сан-Марино на Євробаченні Юних Музикантів
Сан-Марино дебютувало на Євробаченні Юних Музикантів у 2016 році.

## Учасники

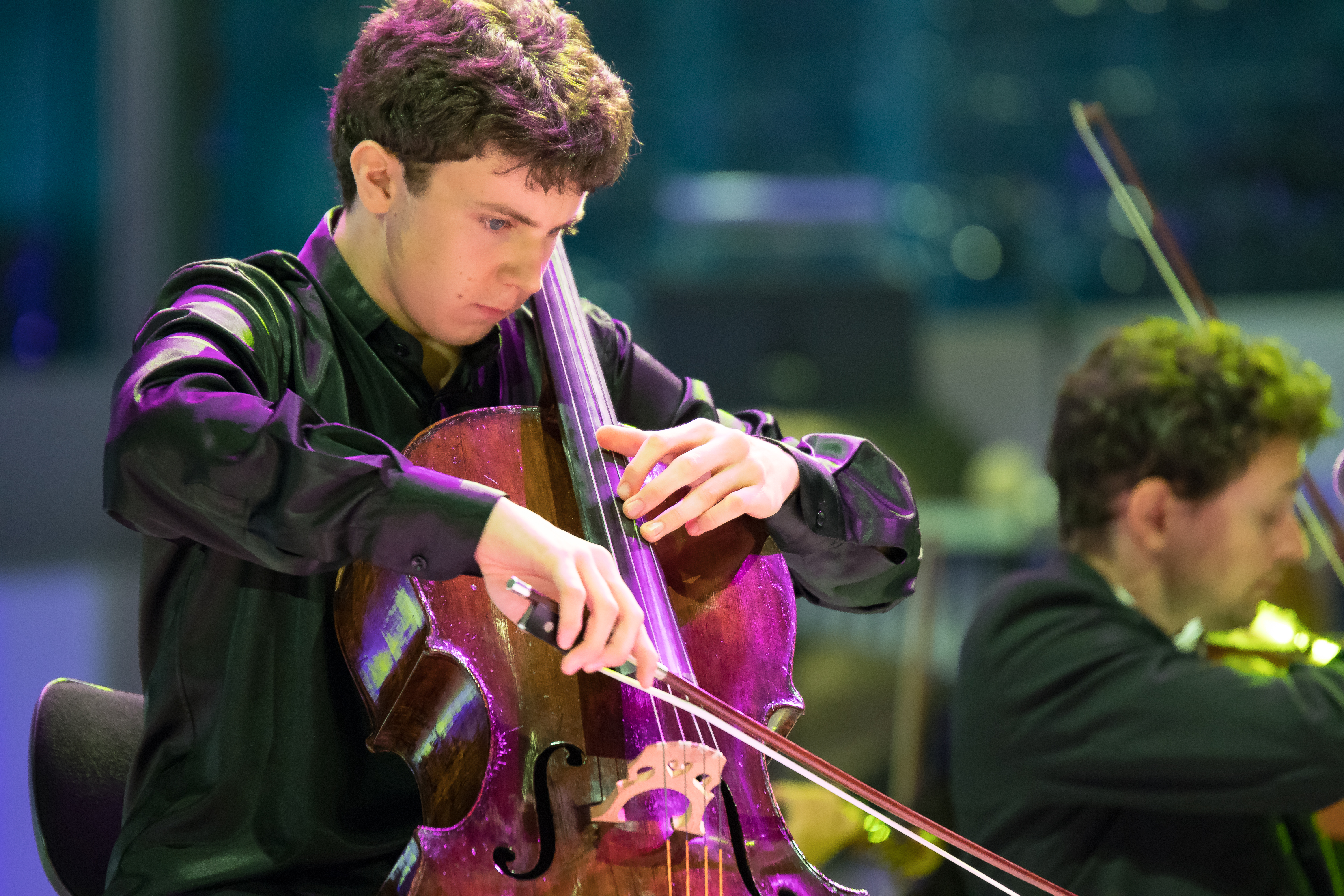
Франческо Стефанеллі у Кельні (2016)

| Рік                               | Місце проведення | Учасник              | Інструмент | Фінал                      | Півфінал       |
| --------------------------------- | ---------------- | -------------------- | ---------- | -------------------------- | -------------- |
| 2016                              | Кельн            | Франческо Стефанеллі | Віолончель | -                          | Без півфіналів |
| 2018                              | Единбург         | Франческо Стефанеллі | Віолончель | Не вдалося кваліфікуватися | -              |
| Не брало участі в 2020-2022 роках |                  |                      |            |                            |                |